# 東京都道464号言問橋南千住線
東京都道464号言問橋南千住線（とうきょうとどう464ごう ことといばしみなみせんじゅせん）は、東京都台東区と荒川区を結ぶ特例都道。通称吉野通り（よしのどおり）。全区間が奥州街道にあたる。

## 概要
- 起点：台東区浅草6丁目（言問橋西交差点、国道6号・東京都道314号言問大谷田線・東京都道319号環状三号線交点）
- 終点：荒川区南千住7丁目（南千住交差点、国道4号交点）

## 通過する自治体
- 台東区
- 荒川区

## 交差・接続する道路
- 国道6号（江戸通り・言問通り（水戸街道））・東京都道314号言問大谷田線（橋場通り）・東京都道319号環状三号線（言問通り） - 台東区浅草6丁目（言問橋西交差点、起点）
- 東京都道306号王子千住夢の島線（明治通り） - 荒川区南千住2丁目（泪橋交差点）
- 国道4号（日光街道） - 荒川区南千住7丁目（南千住交差点、終点）